# Bistum Tucson
Das Bistum Tucson (lat.: Dioecesis Tucsonensis) ist eine in den Vereinigten Staaten gelegene römisch-katholische Diözese mit Sitz in Tucson, Arizona. Es umfasst neun Countys des Bundesstaats: Gila, Graham, Greenlee, Pinal, Cochise, Santa Cruz, Pima, Yuma, and La Paz.

## Geschichte
Im Jahr 1868 wurde aus Gebieten des Bistums Santa Fe das Apostolische Vikariat von Arizona gegründet. 1891 verlor das Apostolische Vikariat Teile seines Gebiets an das im Vorjahr errichtete Bistum Dallas. Am 8. Mai 1897 erfolgte die Erhebung und Umbenennung zum Bistum Tucson.
Am 3. März 1914 traten die Bistümer Dallas, San Antonio und Tucson Gebietsteile an ab, aus denen das Bistum El Paso errichtet wurde. Weitere Gebietsverluste erfolgten am 16. Dezember 1939 an das Bistum Gallup sowie am 28. Juni 1969 an das Bistum Phoenix.

## Bischöfe
- Jean-Baptiste Salpointe (1868–1884)
- Peter Bourgade (1885–1899)
- Henry Regis Granjon (1900–1922)
- Daniel James Gercke (1923–1960)
- Francis Joseph Green (1960–1981)
- Manuel Duran Moreno (1982–2003)
- Gerald Frederick Kicanas (2003–2017)
- Edward Joseph Weisenburger (2017–2025)
  - Sedisvakanz seit 11. Februar 2025